# Джумабаев, Ринат Атогалиевич
Рина́т Атогали́евич Джумаба́ев (род. 23 июля 1989, Чимкент) — казахстанский шахматист, гроссмейстер (2009). В составе сборной Казахстана, участник трёх шахматных Олимпиад (2008—2012), Азиатских игр (2010) и командного первенства Азии (2012). Трёхкратный чемпион Казахстана по шахматам среди мужчин (2011, 2014, 2017). Победитель Кубка Азиатских наций по рапиду в команде (2014) и лично (2018). Золотой призёр Зонального турнира Зоны 3.4. (2019).

## Достижения
Многократно представлял Казахстан на чемпионатах мира и Азии среди молодёжи в различных возрастных категориях.
В 2005 году Джумабаев в 16 лет выиграл международный турнир в Междуреченске (Россия), став мастером ФИДЕ. Международным мастером стал в 2007 году. Норматив международного гроссмейстера выполнил на турнирах в Звенигороде (2008), Москве (2009) и Гюмри (2009, Армения).
В 2009 году занял третье место в зональном турнире чемпионата мира по шахматам стран Центральной Азии в Ташкенте.
В 2010 году разделил первое место на мемориале Георгия Агзамова в Ташкенте с участием 13 гроссмейстеров из 8 стран.
Трижды чемпион Казахстана в 2011, 2014 и 2017 гг. Дважды вице-чемпион в 2009, 2010 гг. и трижды бронзовый призёр в 2007 и 2013 и 2016 гг.
В декабре 2013 года выиграл турнир «Pavlodar Open 2013», посвящённый Дню независимости Казахстана, с участием 15 гроссмейстеров из России, Беларуси, Украины, Турции и Казахстана.
В мае 2014 года сборная Республики Казахстан с Джумабаевым в составе выиграла Кубок Азиатских наций по быстрым шахматам (рапид) в Тебризе (Иран). В финале команда Казахстана победила сборную Китая.
В июне 2015 года Ринат Джумабаев выиграл в Душанбе зональный турнир чемпионата мира по шахматам стран Центральной Азии — шахматной Зоны ФИДЕ 3.4 с участием 8 гроссмейстеров, набрав 8 очков из 9 по швейцарской системе.
В ноябре 2015 года в Алматы мужская сборная Казахстана в четвёртом розыгрыше впервые выиграла Кубок Центральной Азии по шахматам . До этого трижды Кубок завоёвывала сборная Узбекистана. Капитан команды РК Джумабаев занял первое место в личном зачёте, получив золотую медаль и 4 000 долларов от президента Международной шахматной федерации (ФИДЕ) Кирсана Илюмжинова.
В сентябре 2017 года — бронзовый призёр по блицу в Азиатских играх в закрытых помещениях и по боевым искусствам в Ашхабаде.
В августе 2018 года стал обладателем золотой медали на первой доске в командном турнире по рапиду Кубка Азиатских наций в Хамадане (Иран) .
В марте 2019 года Ринат Джумабаев обыграл вице-чемпиона мира 2016 года Сергея Карякина на командном чемпионате мира, проходившем в г. Астана.  
В мае 2019 года стал золотым призёром Зонального турнира в г. Ташкент, Узбекистан. В июне 2019 года поделил 2-6 места в Континентальном чемпионате Азии в г. Синтай, Китай.  Участник престижного турнира Grand Swiss FIDE 2019 и Кубка Мира среди мужчин, на которых показал отличный результат. В ноябре 2019 года Джумабаев занял второе место в турнире A Winter chess classic в  г. Сент-Луис, США.

## Результаты на шахматных Олимпиадах
| Год  | Город          | Турнир         | + | = | − | Результат | Место |
| ---- | -------------- | -------------- | - | - | - | --------- | ----- |
| 2008 | Дрезден        | 38-я олимпиада | 2 | 5 | 1 | 4½ из 8   | 1     |
| 2010 | Ханты-Мансийск | 39-я олимпиада | 7 | 1 | 3 | 7½ из 11  | 1     |
| 2012 | Стамбул        | 40-я олимпиада | 7 | 2 | 2 | 8 из 11   | 1     |
| 2016 | Баку           | 42-я олимпиада | 4 | 3 | 2 | 5½ из 9   | 1     |
| 2018 | Батуми         | 43-я олимпиада | 2 | 5 | 3 | 4½ из 10  | 1     |

## Изменения рейтинга
| Графики недоступны из-за технических проблем. См. информацию на Фабрикаторе и на mediawiki.org. |